# Mike Sylvester
Michael Joseph Sylvester (Cincinnati, Ohio, 10 de diciembre de 1951)  es un exjugador de baloncesto estadounidense. Con 1.96 de estatura, jugaba en la posición de alero. Norteamericano histórico del baloncesto italiano, juega durante 16 temporadas en Italia. Se nacionaliza italiano y juega con la Azzurra, con la que consigue la medalla de plata en los Juegos Olímpicos de Moscú 1980.

## Equipos
- Archibishop Moeller High School
- 1970-1974:  Universidad de Dayton
- 1974-1980:  Olimpia Milano
- 1980-1986:  Victoria Libertas Pesaro
- 1986-1987:  Basket Rimini
- 1987-1990 : Virtus Bologna

## Palmarés
- Recopa: 3

Olimpia Milano: 1975-76.
Victoria Libertas Pesaro: 1982-83.
Virtus Bologna: 1989-90.
- Copa Italia: : 3

Victoria Libertas Pesaro: 1984-85
Virtus Bologna: 1988-89, 1989-90.